# Vastese Calcio 1993-1994
Questa voce raccoglie le informazioni riguardanti  la Vastese Calcio nelle competizioni ufficiali della stagione 1993-1994.

## Rosa
| N. |                   | Ruolo | Calciatore           |
| -- | ----------------- | ----- | -------------------- |
|    | Italia (bandiera) | A     | Gennaro Annunziato   |
|    | Italia (bandiera) | C     | Fabio Bonfrisco      |
|    | Italia (bandiera) | C     | Luca Borrelli        |
|    | Italia (bandiera) | D     | Panfilo Carlucci     |
|    | Italia (bandiera) | C     | Fabio Cinetti        |
|    | Italia (bandiera) | C     | Adolfo Conti         |
|    | Italia (bandiera) | P     | Giuseppe De Filippis |
|    | Italia (bandiera) | C     | Carmine De Foglio    |
|    | Italia (bandiera) | C     | Danilo D'Elia        |
|    | Italia (bandiera) | D     | Paolo Di Lena        |
|    | Italia (bandiera) | A     | Andrea Ferrari       |

| N. |                   | Ruolo | Calciatore          |
| -- | ----------------- | ----- | ------------------- |
|    | Italia (bandiera) | P     | Michele Menna       |
|    | Italia (bandiera) | D     | Vincenzo Menna      |
|    | Italia (bandiera) | A     | Luigi Monteferrante |
|    | Italia (bandiera) |       | Muratore            |
|    | Italia (bandiera) | D     | Giuseppe Naccarella |
|    | Italia (bandiera) | A     | Nicola Nardone      |
|    | Italia (bandiera) | C     | Michele Perricone   |
|    | Italia (bandiera) | D     | Giovanni Rubino     |
|    | Italia (bandiera) | A     | Enrico Russo        |
|    | Italia (bandiera) | D     | Marco Sugoni        |
|    | Italia (bandiera) | C     | Giorgio Ventrella   |